# Proceratium google
Espèce
La fourmi Google (Proceratium google) est une fourmi qui a été découverte en 2005 par le docteur Brian L. Fisher, entomologiste de l'académie des sciences de Californie, sur l'île de Madagascar. Le docteur Fisher l'a baptisée d'après le moteur de recherche Google en reconnaissance du logiciel Google Earth qui lui a été très utile dans ses recherches.